# Сторожка (река)
Сторо́жка (в верховье — Разварня, Разводня) — река в Одинцовском городском округе Московской области России, левый приток Москвы. Река дала название Саввино-Сторожевскому монастырю.
Длина реки составляет 20 км, площадь водосборного бассейна — 114 км². Впадает в Москву-реку в 282 км от её устья, возле села Саввинская Слобода.
В 1966 году на Сторожке был образован государственный природный заказник регионального значения «Долина реки Сторожка».
По данным Государственного водного реестра России, относится к Окскому бассейновому округу. Речной бассейн — Ока, речной подбассейн — бассейны притоков Оки до впадения Мокши, водохозяйственный участок — Москва от Можайского гидроузла до города Звенигорода, без реки Рузы (от истока до Рузского гидроузла) и реки Озерны (от истока до Озернинского гидроузла).